# اچ‌ام‌اس وارسپایت (۱۸۰۷)

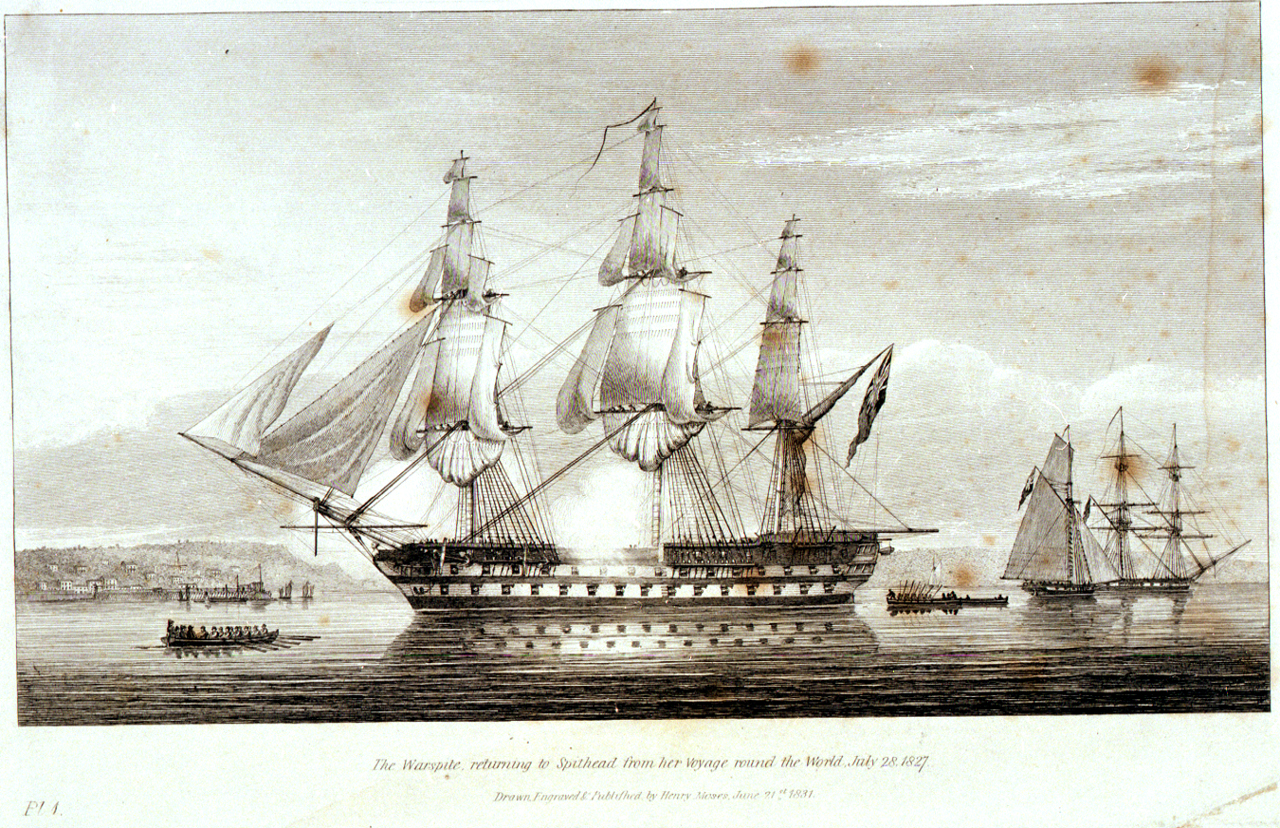
اچ ام اس وارسپایت در1807

اچ‌ام‌اس وارسپایت (۱۸۰۷) (به انگلیسی: HMS Warspite (1807)) یک کشتی بود که طول آن ۱۷۹ فوت ۱۰ اینچ (۵۴٫۸ متر) بود. این کشتی در سال ۱۸۰۷ ساخته شد.